# Serooskerke (Walcheren)
Pour les articles homonymes, voir Serooskerke.
Serooskerke est un village néerlandais de la commune de Veere, en Zélande.

## Géographie
Serooskerke se trouve sur la partie septentrionale de la presqu'île de Walcheren, quelques kilomètres à l'ouest de Veere.

## Histoire
La première mention de Serooskerke remonte au XIIe siècle sous le nom d’Alartskintskerke (l'église des enfants d'Allard). Au Moyen Âge, il y avait un monastère. Dans les années 1960 et 1970, deux trésors de pièces d'or et d'argent, datant du Moyen Âge, ont été trouvés dans le village.
Ancienne commune indépendante jusqu'au 1er janvier 1961, Serooskerke est rattaché à Veere depuis cette date.

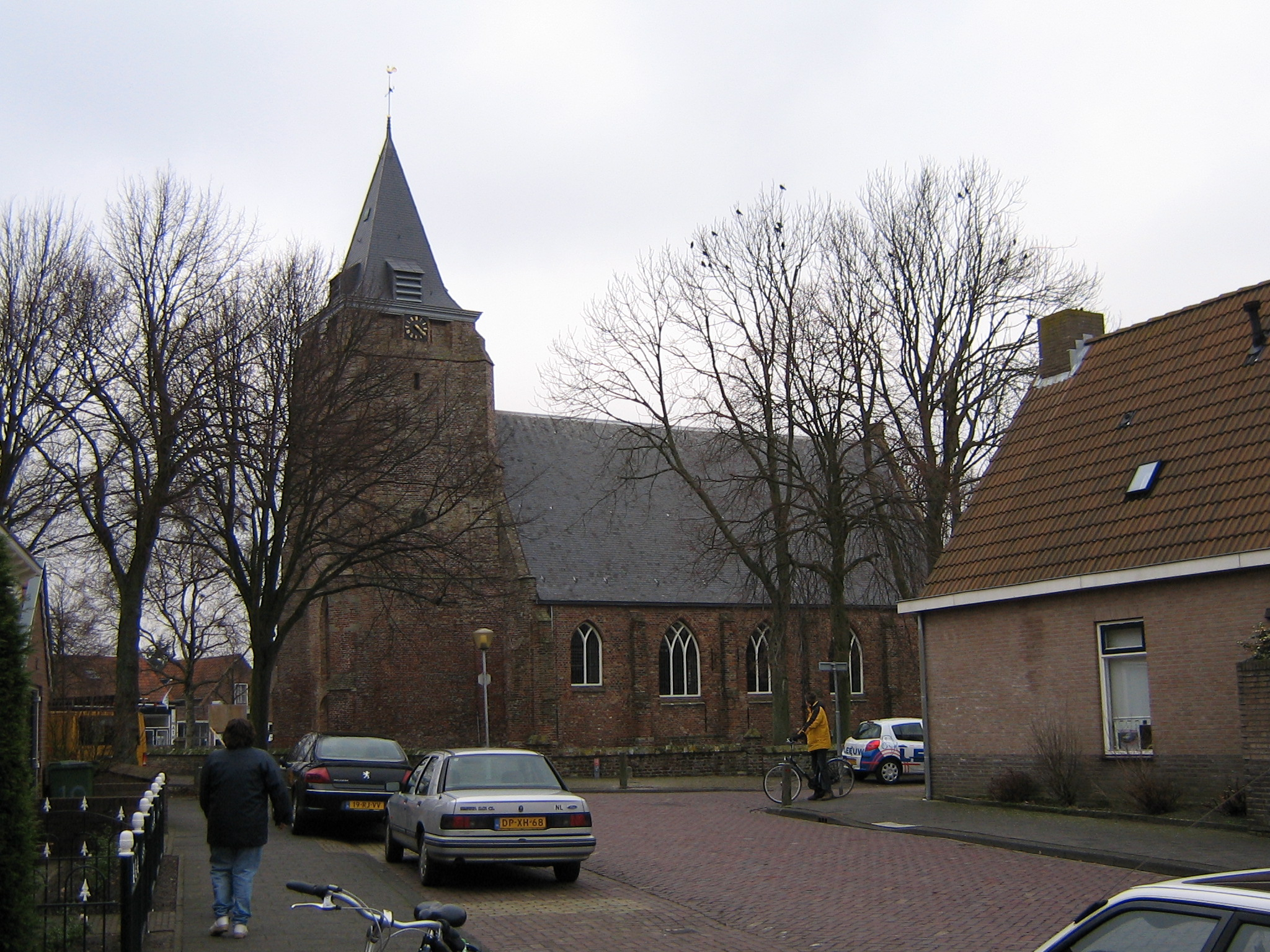
Église de Serooskerke
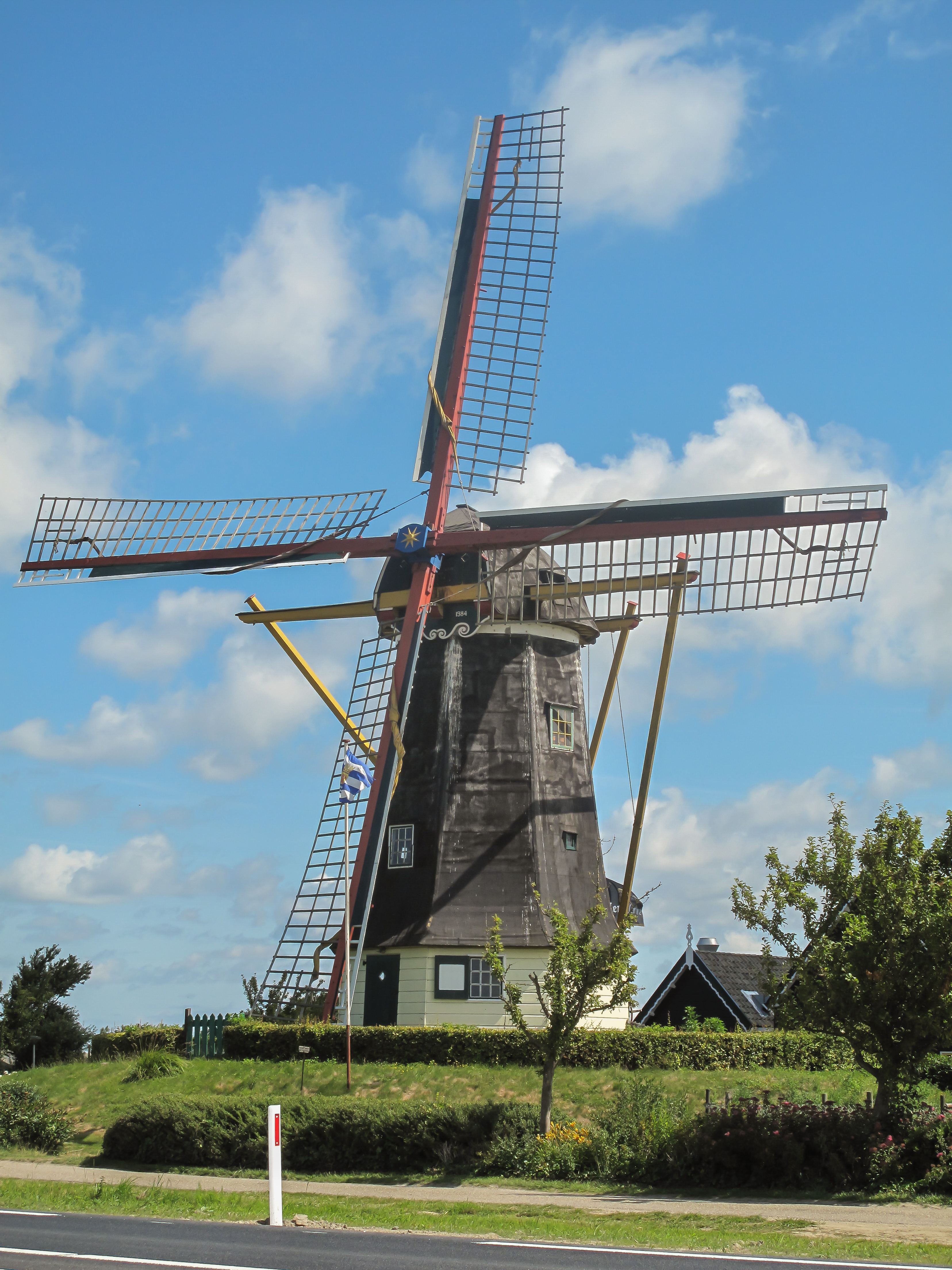
Serooskerke, moulin De Jonge Johannes